# Alexander Langguth
Alexander Langguth (* 29. August 1975 in Iserlohn) ist ein deutscher Kraftfahrzeug-Techniker-Meister, Politiker (parteilos, zuvor Die blaue Partei und AfD). Er war von 2017 bis 2022 Landtagsabgeordneter in Nordrhein-Westfalen.

## Politik
Im Frühjahr 2013 trat er in die AfD ein. Im Mai 2014 wurde er auf der Liste der AfD in den Rat der Stadt Iserlohn gewählt und war dort Fraktionsvorsitzender der AfD. Langguth war bis zum Einzug in den Landtag als gelernter Kraftfahrzeug-Techniker-Meister in Iserlohn tätig, wo er auch wohnt.
Bei der Landtagswahl in Nordrhein-Westfalen 2017 kandidierte er als Direktkandidat im Landtagswahlkreis Märkischer Kreis I sowie auf Platz 11 der Landesliste, über die er für die AfD in den Landtag einzog. Am 26. September 2017 kündigte er gemeinsam mit Marcus Pretzell seinen Austritt aus der AfD-Fraktion an und verließ sie am 27. September 2017. Sein Austritt aus der AfD-Fraktion und der Partei falle ihm nicht leicht, sagte er dem Iserlohner Kreisanzeiger, jedoch habe der Schritt mit seiner persönlichen Integrität zu tun. Wenig später verließ auch sein Fraktionskollege Frank Neppe, langjähriges Mitglied im Landesvorstand und Schatzmeister der AfD NRW die Fraktion. Nach der Landtagswahl 2022 schied Langguth aus dem Landtag aus.